# Лепсы (село)
Лепсы (каз. Лепсі) — село в Саркандском районе Жетысуской области Казахстана. Административный центр Лепсинского сельского округа. Код КАТО — 196055100.

## География
Находится примерно в 119 км к северо-западу от города Сарканд.
Расположен на реке Лепсы, к югу от озера Балхаш.
Железнодорожная станция на Турксибе.

## История
Основано в 1928 году в связи со строительством железной дороги Туркестан — Сибирь.
В 1938 году получил статус рабочего посёлка.
В 1941—1959 и 1972—1997 годах являлся административным центром Бурлю-Тобинского района.
С 2013 года — вновь село.

## Инфраструктура
В селе работают вагонно-ремонтный завод, локомотивное депо, нефтебаза и др.

## Население
| 1939  | 1959  | 1970  | 1979  | 1989  | 1999  | 2009  |
| ----- | ----- | ----- | ----- | ----- | ----- | ----- |
| 5694  | ↗7414 | ↘4673 | ↗4736 | ↗5752 | ↘3842 | ↘2567 |
| 2021  |       |       |       |       |       |       |
| ↘2111 |       |       |       |       |       |       |

В 1999 году население села составляло 3842 человека (1859 мужчин и 1983 женщины). По данным переписи 2009 года, в селе проживало 2567 человек (1297 мужчин и 1270 женщин).

## Музей
В 1941 году в селе Лепсы было построено здание музея, которое до 1983 года функционировало и использовалось, как быткомбинат. Уже позже, с 1983 по 1993 год был районный военкомат. С 1993 года в честь 80-летнего юбилея казахского композитора, здесь образовался «Мемориальный музей им. М. Тулебаева». В выставочных залах представлено начало творческого пути М. Тулебаева, а также произведения, вошедшие в «золотой фонд» казахской классической музыки. Экспозиция музея представлена 4-мя залами по 18 темам. Площадь музея составляет 357,3 м². На сегодняшний день музейный фонд насчитывает — 1636 ед. предмета музейного значения, из которых основной фонд составляет 806 ед., научно-вспомогательный — 830 ед.